# Kristian Kjærgaard
Kristian Kjærgaard es un deportista danés que compitió en vela en la clase Europe. Ganó una medalla de plata en el Campeonato Europeo de Europe de 1999.

## Palmarés internacional
| Campeonato Europeo | Campeonato Europeo           | Campeonato Europeo | Campeonato Europeo |
| Año                | Lugar                        | Medalla            | Clase              |
| ------------------ | ---------------------------- | ------------------ | ------------------ |
| 1999               | Hayling Island (Reino Unido) | Medalla de plata   | Europe             |